# Pentacerotidae
Famille
Les Pentacerotidae sont une famille de poissons marins de l'ordre des Perciformes représentée par huit genres et 14 espèces.
Il est parfois fait état de la famille des Histiopteridae mais ce synonyme n'est pas valide.

## Étymologie
Le nom Pentacerotidae vient du grec pente, « cinq » et keras, « corne », en référence aux rayons de la nageoire dorsale (toutefois certaines espèces n'en présentent pas cinq…).

## Description
Il s'agit de poissons de taille moyenne (de 25 à 100 cm selon les espèces) que l'on trouve dans la partie sud-ouest de l'océan Atlantique, et dans les océans Pacifique et Indien.

## Aquariophilie
Certaines espèces sont proposées dans les commerces d'aquariophilie.

## Liste des genres
Selon FishBase (2 février 2015) :
- genre Evistias Jordan, 1907
  - Evistias acutirostris
- genre Histiopterus Temminck et Schlegel, 1844
  - Histiopterus typus Temminck & Schlegel, 1844
- genre Parazanclistius Hardy, 1983
  - Parazanclistius hutchinsi Hardy, 1983
- genre Paristiopterus Bleeker, 1876
  - Paristiopterus gallipavo Whitley, 1944
  - Paristiopterus labiosus
- genre Pentaceropsis Steindachner in Steindachner et Döderlein, 1883
  - Pentaceropsis recurvirostris
- genre Pentaceros Cuvier in Cuvier et Valenciennes, 1829
  - Pentaceros capensis Cuvier, 1829
  - Pentaceros decacanthus Günther, 1859
  - Pentaceros japonicus Steindachner, 1883
  - Pentaceros quinquespinis Parin & Kotlyar, 1988
  - Pentaceros richardsoni Smith, 1844
  - Pentaceros wheeleri
- genre Zanclistius Jordan, 1907
  - Zanclistius elevatus

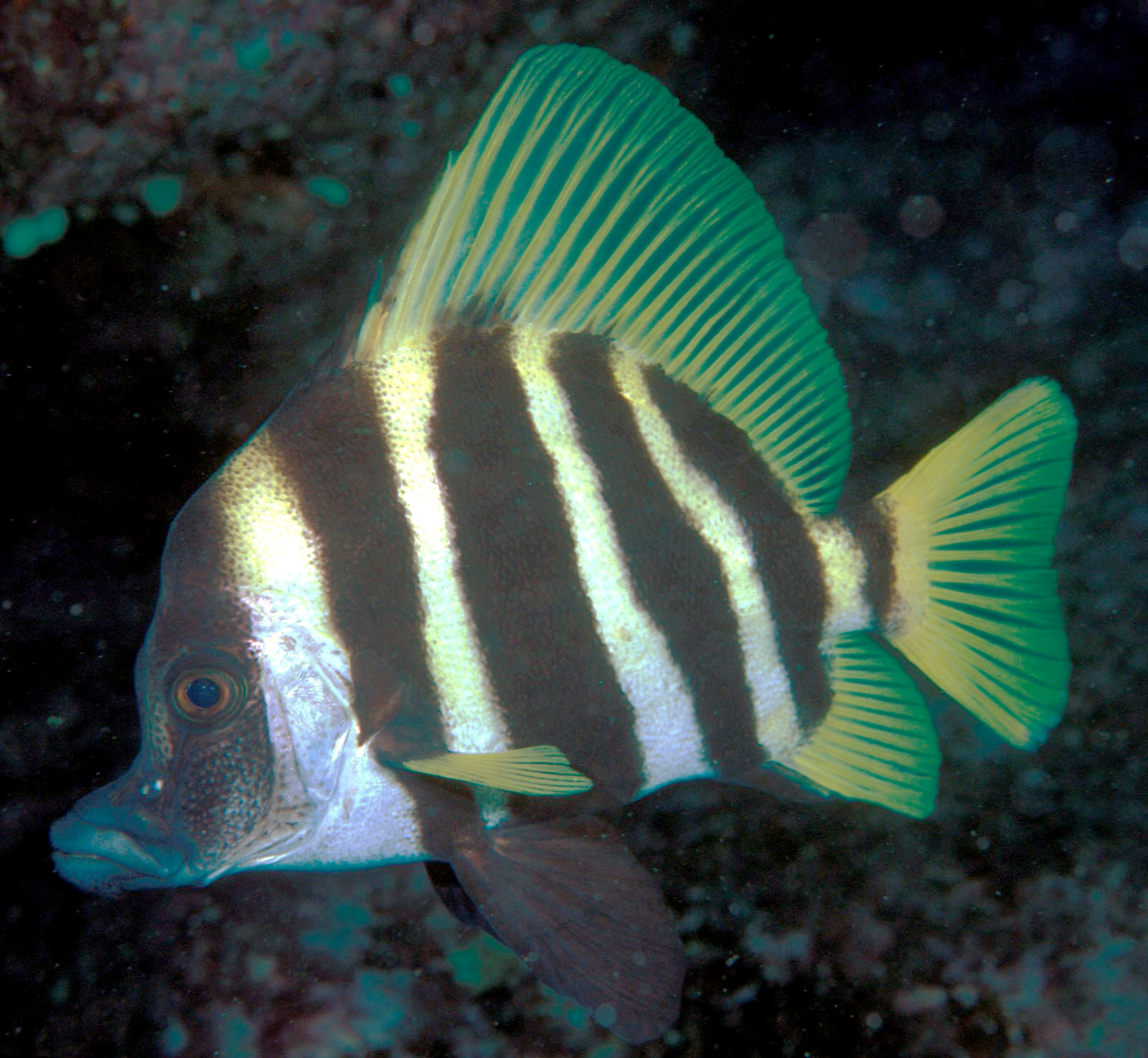
Evistias acutirostris
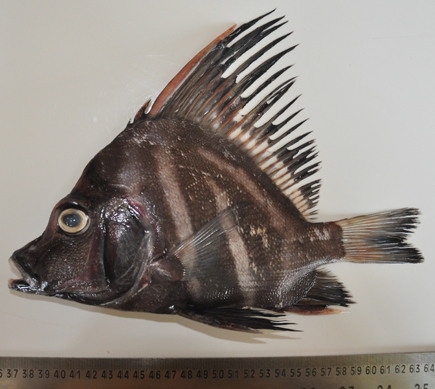
Histiopterus typus
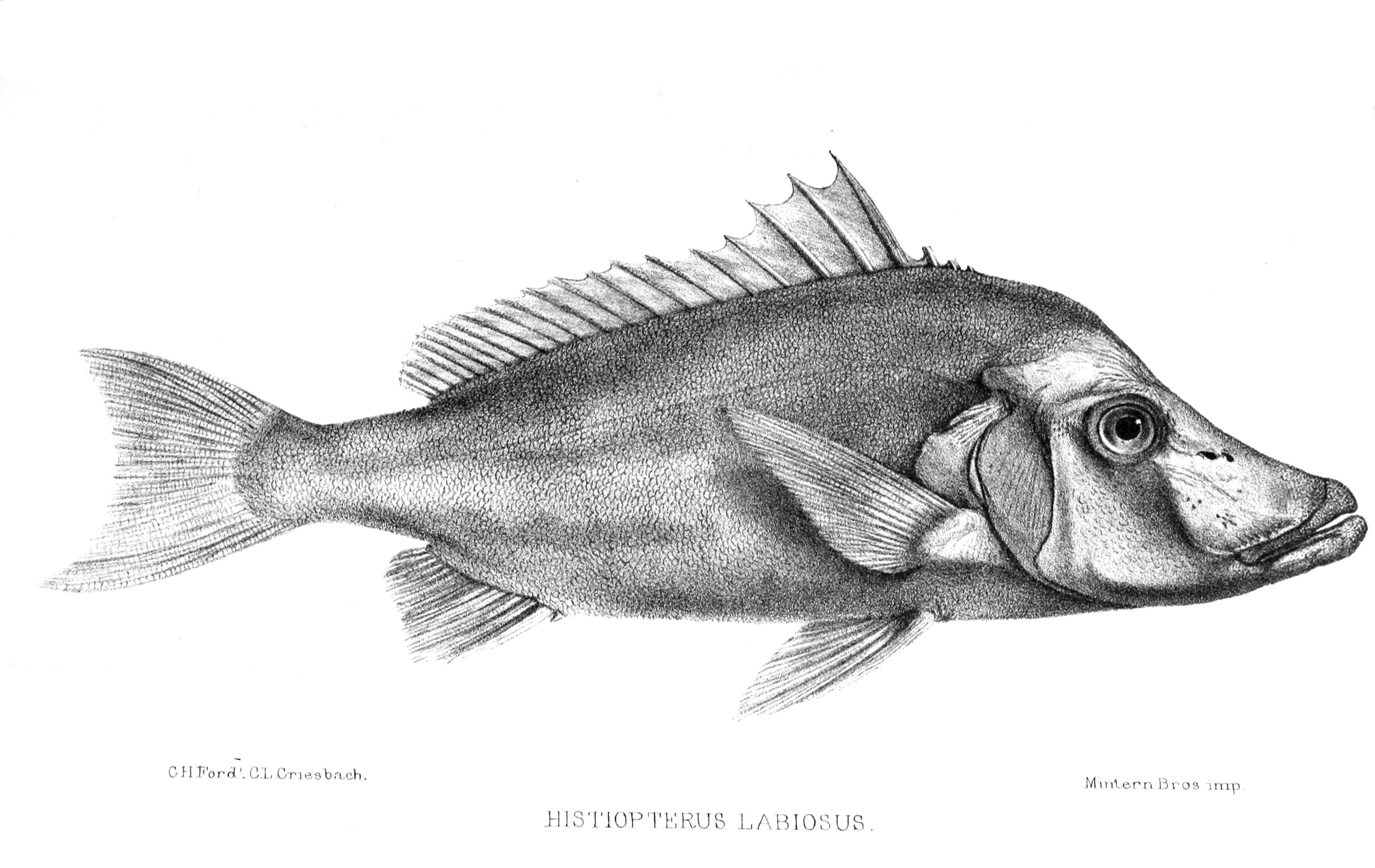
Paristiopterus labiosus
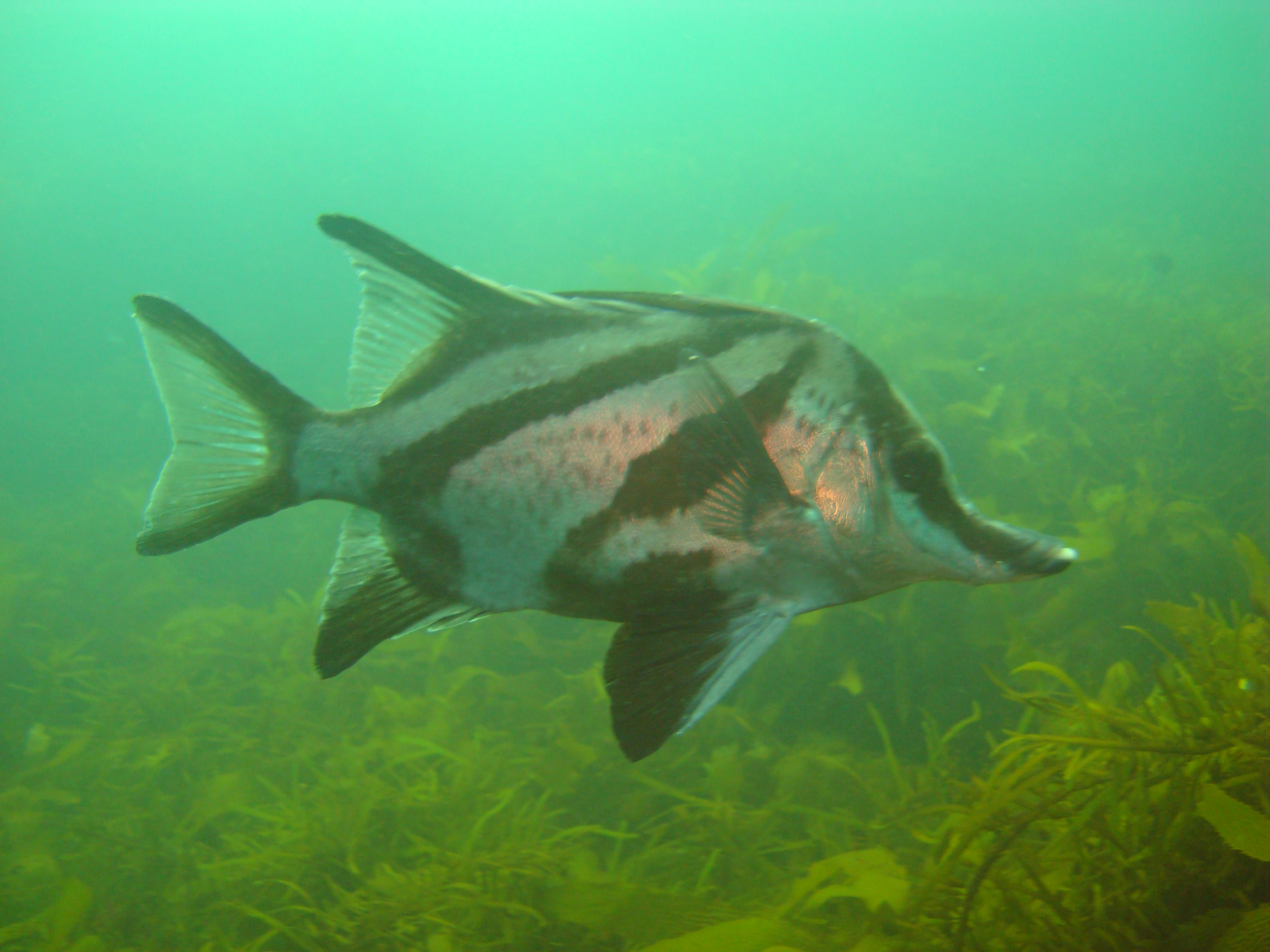
Pentaceropsis recurvirostris
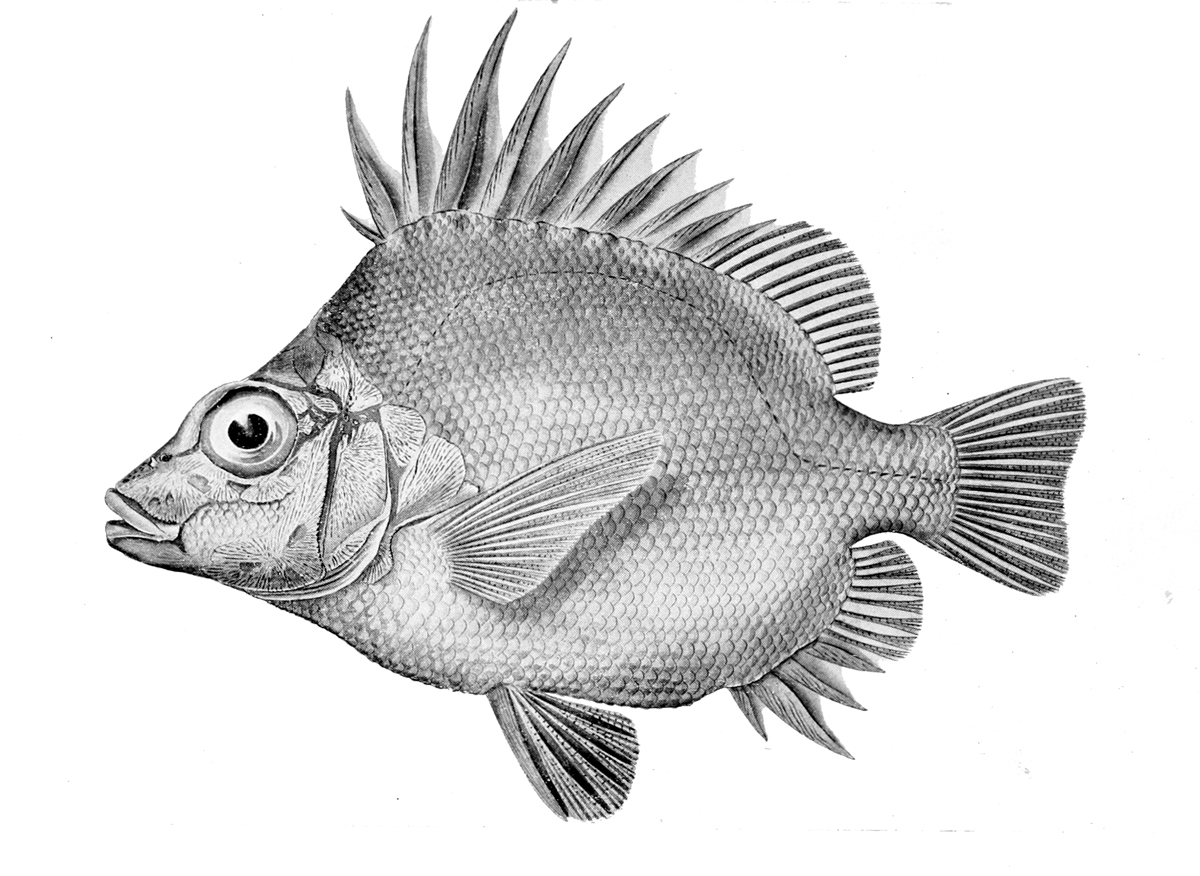
Pentaceros decacanthus
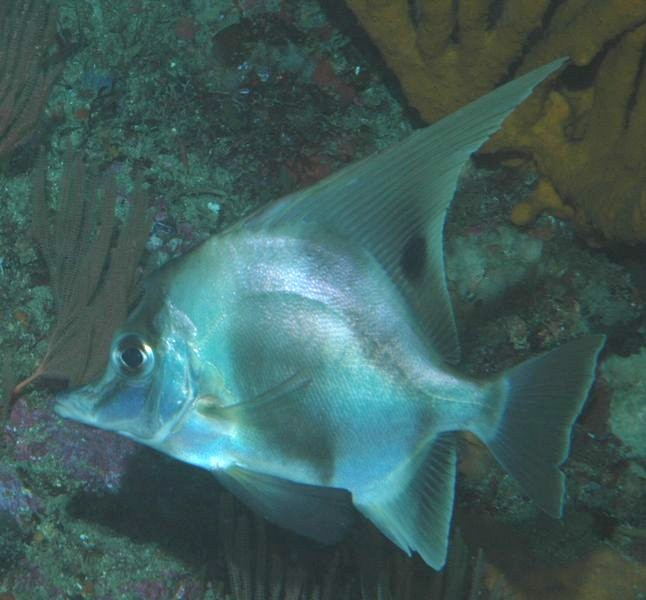
Zanclistius elevatus